# 莫尔文丘陵
莫尔文丘陵（英語：Malvern Hills）是英格兰莫尔文附近的几座小型丘陵，主体位于赫里福德郡和伍斯特郡境内，此外还有一小部分位于北格洛斯特郡，在最高点上可以看到布里斯托尔海峡，是具特殊科学价值地点以及杰出自然风景区。此地产甘甜的泉水，历史上被称为圣泉。